# سیکورسکی یواچ-۶۰ بلک هاوک

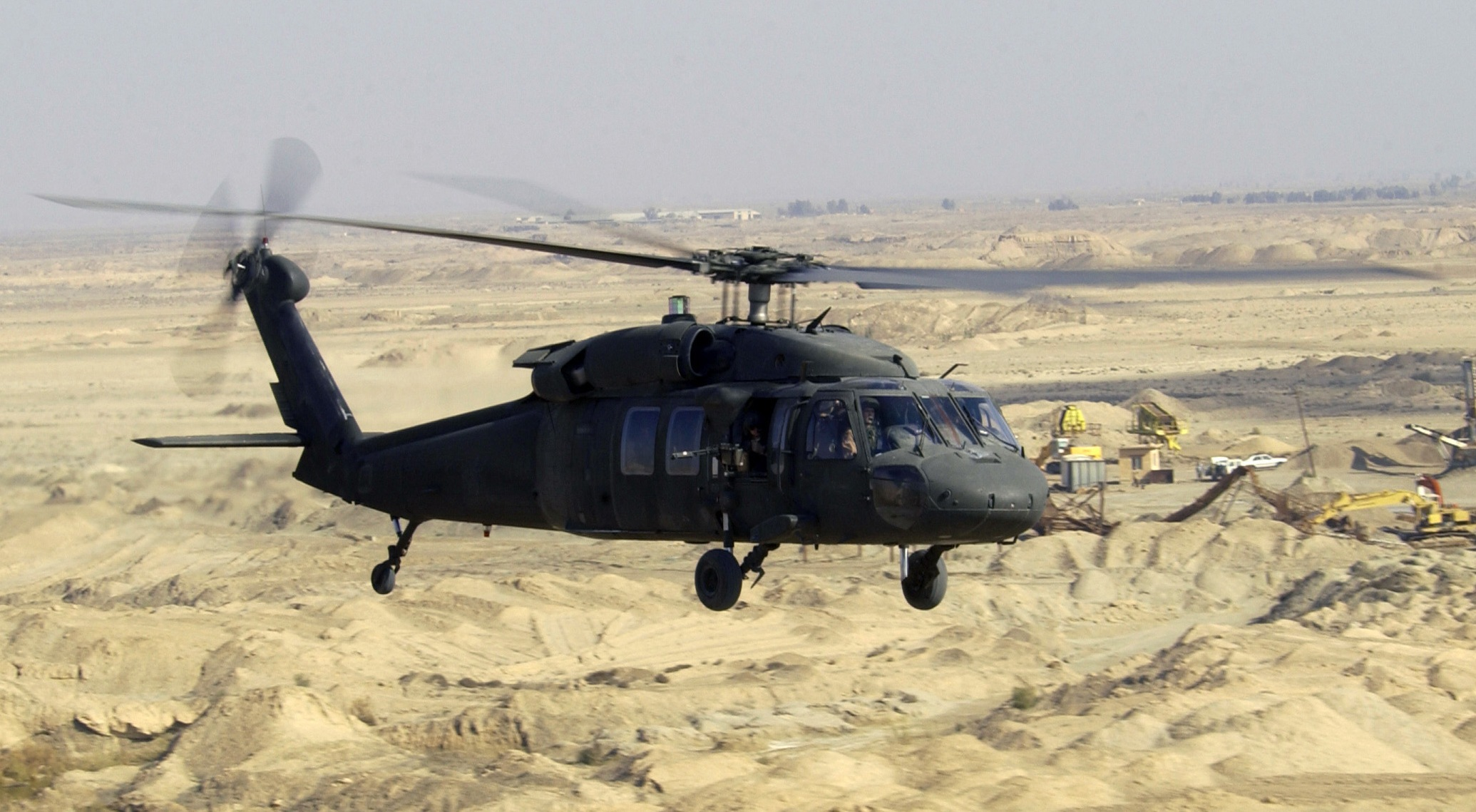
یواچ-۶۰ال در یک عملیات ارتفاع پائین در عراق، ۲۰۰۴

یواچ-۶۰ بلک هاوک یا «شاهین سیاه» (به انگلیسی: Black Hawk UH-60) هلیکوپتر نظامی چندمنظوره و ترابری تاکتیکی آمریکایی است. این هلیکوپتر دوموتوره و چهارپره در شرکت سیکورسکی طراحی شده و تولید می‌شود.
این هلیکوپتر به کشورهای متعددی صادر شده و در نیروهای مسلح کشورهایی چون افغانستان، استرالیا، کره جنوبی، جمهوری خلق چین، تایوان، تایلند، مکزیک، کلمبیا، عربستان، اسرائیل، شیلی، برزیل،آرژانتین، بحرین، برونئی، امارات و ترکیه هم از آن استفاده می‌شود. یواچ-۶۰ در جنگ‌ها و مناقشات نظامی متعددی در گرنادا، پاناما، عراق، افغانستان، سومالی، بالکان و نقاط مختلف خاورمیانه به کار گرفته شده‌است.
در دهه ۱۹۷۰ ارتش آمریکا در جستجوی یک هلیکوپتر ترابری تاکتیکی چندمنظوره برای جایگزینی با هلیکوپترهای یواچ-۱ ایروکوای بود و سیکورسکی در سال ۱۹۷۲ این بالگرد را برای شرکت در این رقابت انتخاب و هلیکوپتر جدید را به نیروی زمینی آمریکا معرفی کرد. نیروی زمینی آمریکا بلک‌هاوک را در سال ۱۹۷۶ به عنوان برنده معرفی کرده و در سال ۱۹۷۹ استفاده از آن را به‌طور رسمی آغاز کرد.
در سال‌های بعد انواع مخصوص جنگ الکترونیک و عملیات‌های ویژه و انواع ارتقایافته یواچ-۶۰ال و یواچ۶۰-ام نیز تولید شدند و مدل‌های اصلاح شده‌ای هم برای نیروی دریایی، نیروی هوایی و گارد ساحلی آمریکا تولید شد.

## طراحی

کابین هلیکوپتر سیکورسکی یواچ-۶۰ بلک هاوک

بلک هاوک قابلیت حمل یک توپ ٣٠ میلی‌متری ام۱۱۹ با ١٠۶۵گلوله و چهار خدمه توپ را دارد. صندلی‌های محافظت‌کننده‌های بلک هاوک خلبان و کمک خلبان را در برابر بیشتر حملات و خطرات محافظت می‌کنند، همچنین سپر محافظ خارجی آن نیز می‌تواند در برابر گلوله‌های ۲۳ میلی‌متری به خوبی مقاومت کند.
بلک هاوک با قلاب حمل بار خود قادر به حمل بار به صورت خارجی نیز هست. حداکثر سرعت بلاک هاوک ۱۶۳ مایل بر ساعت (۱۴۲گره دریایی) است که این سرعت را به وسیلهٔ دو موتور توربوشفت جنرال الکتریک مدل T-700-GE-۱۰۰ بدست می‌آورد. پروانه اصلی آن که به قطر ۵۳ فوت و ۸ اینچ ساخته شده از مواد کامپوزیت فایبرگلاس و تیتانیوم در چهار تیغه طراحی و ساخته شده‌است.

## مدل‌ها
- یواچ-۶۰: در سال ۱۹۷۸ به کار گرفته شد و از سال ۱۹۷۸ تا ۱۹۸۹ ارتش آمریکا مدل یواچ-۶۰آ را تولید می‌کرد. در اکتبر ۱۹۸۹ با انجام تغییراتی در پیشرانه‌های بلک هاوک، مدل یواچ-۶۰ال ساخته شد که ۲۴ درصد از مدل آ قویتر بود و کارایی بهتری داشت.
- یواچ-۶۰ال: در اکتبر ۱۹۸۳ موتورهای جنرال الکتریک مدل T700-GE-701C جایگزین موتورهای قبلی شدند. در نتیجه مدل آ به مدل ال تغییر کرد. موتورهای جدید در ارتفاع بالا و نیز هوای گرم نیروی برای (Lift) بیشتری تولیدی می‌کردند و در برابر خوردگی نیز مقاومتر بودند. هلیکوپتر اکنون می‌توانست تا وزن ناخالص ۲۲٬۰۰۰ پوند به صورت داخلی و ۹٬۰۰۰ پوند به صورت خارجی حمل کند.

با نصب مخازن سوخت خارجی، بلک هاوک به برد ۱۱۵۰ مایل هوایی (نات) یعنی چیزی در حدود ۲۰۰۰ کیلومتر را بدون توقف دست یافت.

## مشخصات (یواچ-۶۰ال)

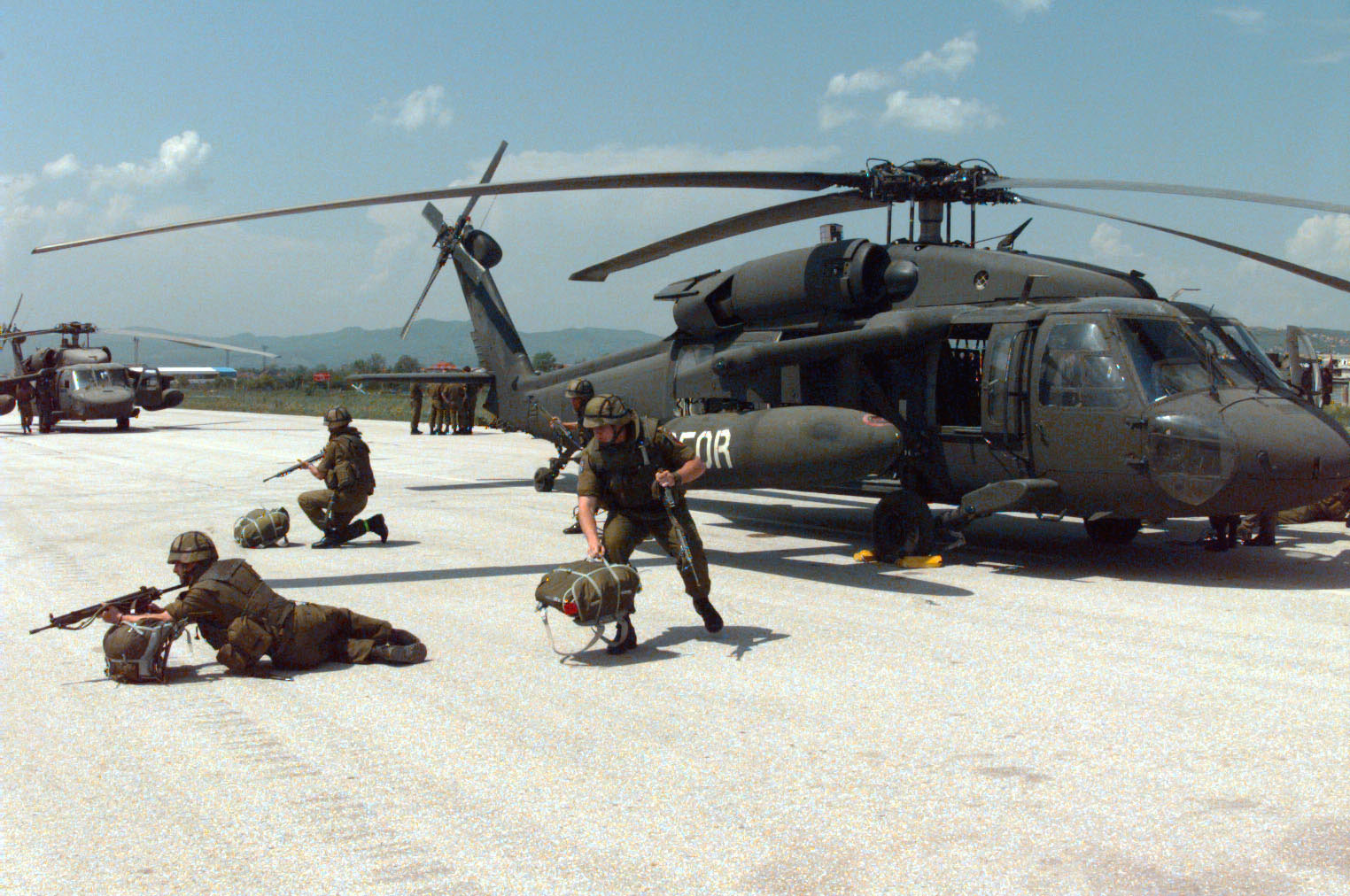
یواچ-۶۰ ارتش مالدیو

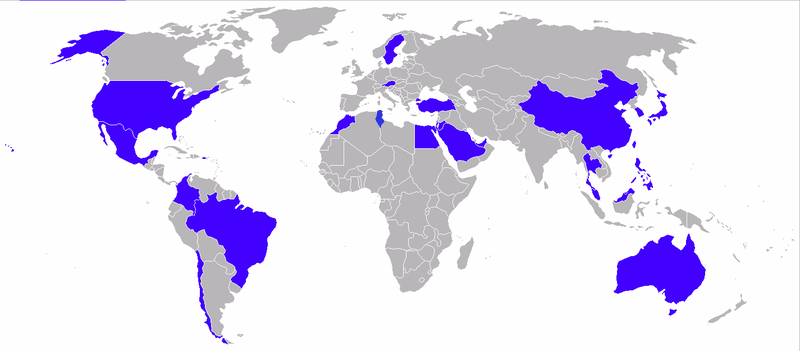
کاربران یواچ-۶۰

- خدمهٔ پروازی:۲ خلبان + ۲ خدمه توپچی
- طول: ۱۵.۲۷ متر
- قطر پروانه: ۱۹.۷۶ متر پنکه ای(rotor)
- ارتفاع: ۵.۱۳ متر
- اوج گیری:۸٫۳۶ متر بر ثانیه
- برد عملیاتی:۵۹۰  کیلومتر
- سقف پروازی: ۱۹٬۰۰۰ فوت (۵٬۷۹۰ متر)
- حداکثر سرعت: ۱۶۳ مایل بر ساعت (۱۴۲ نات)